# Aljassa poicila
Aljassa poicila là một loài nhện trong họ Anyphaenidae.
Loài này thuộc chi Aljassa. Aljassa poicila được Ralph Vary Chamberlin miêu tả năm 1916.